# Siscall
El  siscall o salat (Caroxylon vermiculatum) és una espècie de planta amb flors del gènere Caroxylon dins la família de les amarantàcies (Amaranthaceae).
Addicionalment pot rebre els noms de barrella, barrelleta, salada i sosa blanca.

## Descripció
És un arbust perenne que pot arribar a mesurar fins a un metre d'alçada. Les fulles són alternes, pubescents i filiformes, més o menys cilíndriques, no espinoses. Les bràctees de la inflorescència tenen l'àpex filiforme. Les flors són hermafrodites (presents ambdós sexes en la mateixa flor), axil·lars, solitàries o en glomèruls bibracteolades. Cinc tèpals amb una ala transversal gran en la fructificació.

## Distribució i hàbitat
Pot ser trobada sovint en zones degradades, en vores de carreteres i en comunitats halòfiles costaneres a Gran Canària, Tenerife, Lanzarote i Fuerteventura (Illes Canàries). Creix habitualment entre els 0 i els 600 metres d'altitud. La seva distribució geogràfica general és pluriregional, Mediterrània sud, Sahara i Sahel, i zones de l'Orient Mitjà.

## Taxonomia
L'epítet específic vermiculatum procedeix del llatí vermis que significa "cuc", referint-se a la forma de les seves fulles quan es panseixen.

### Sinònims
Els següents noms científics són sinònims de Caroxylon vermiculatum:
- Sinònims homotípics

- Nitrosalsola vermiculata (L.) Theodorova
- Salsola vermiculata L.

- Sinònims heterotípics

- Chenopodium flavescens (Cav.) Schult.
- Nitrosalsola hispanica (Botsch.) Theodorova
- Nitrosalsola portilloi (Caball.) Theodorova
- Nitrosalsola rodinii (Botsch.) Theodorova
- Salsola buxifolia Dum.Cours.
- Salsola ericifolia Masson ex Link
- Salsola flavescens Cav.
- Salsola frankenioides (Caball.) Botsch.
- Salsola hispanica Botsch.
- Salsola microphylla Cav.
- Salsola portilloi Caball.
- Salsola rodinii Botsch.
- Salsola tamariscifolia Lag.
- Salsola vermiculata var. flavescens (Cav.) Moq.
- Salsola vermiculata var. frankenioides (Caball.) Maire
- Salsola vermiculatasubsp. frankenioides Caball.
- Salsola vermiculata var. glabrescens Moq.
- Salsola vermiculata var. microphylla (Cav.) Moq.
- Salsola vermiculata var. portilloi (Caball.) Maire
- Salsola vermiculata var. pseudopapillosa Caball.
- Salsola vermiculata var. pubescens Moq.